# Ernst Thälmann
Ernst Johannes Fritz Thälmann (Amburgo, 16 aprile 1886 – Buchenwald, 18 agosto 1944) è stato un politico e rivoluzionario tedesco.
Presidente del Partito Comunista di Germania (KPD), fu uno dei più importanti capi del movimento operaio tedesco degli anni venti e trenta e uno dei principali oppositori al nazionalsocialismo di Adolf Hitler.

## Biografia

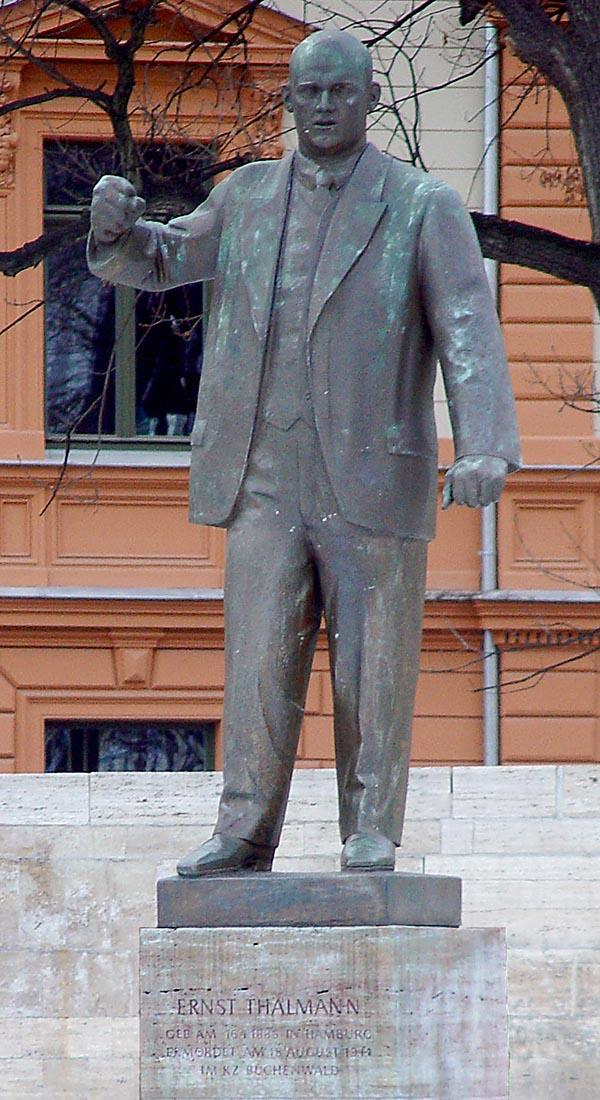
Monumento a Ernst Thälmann a Weimar

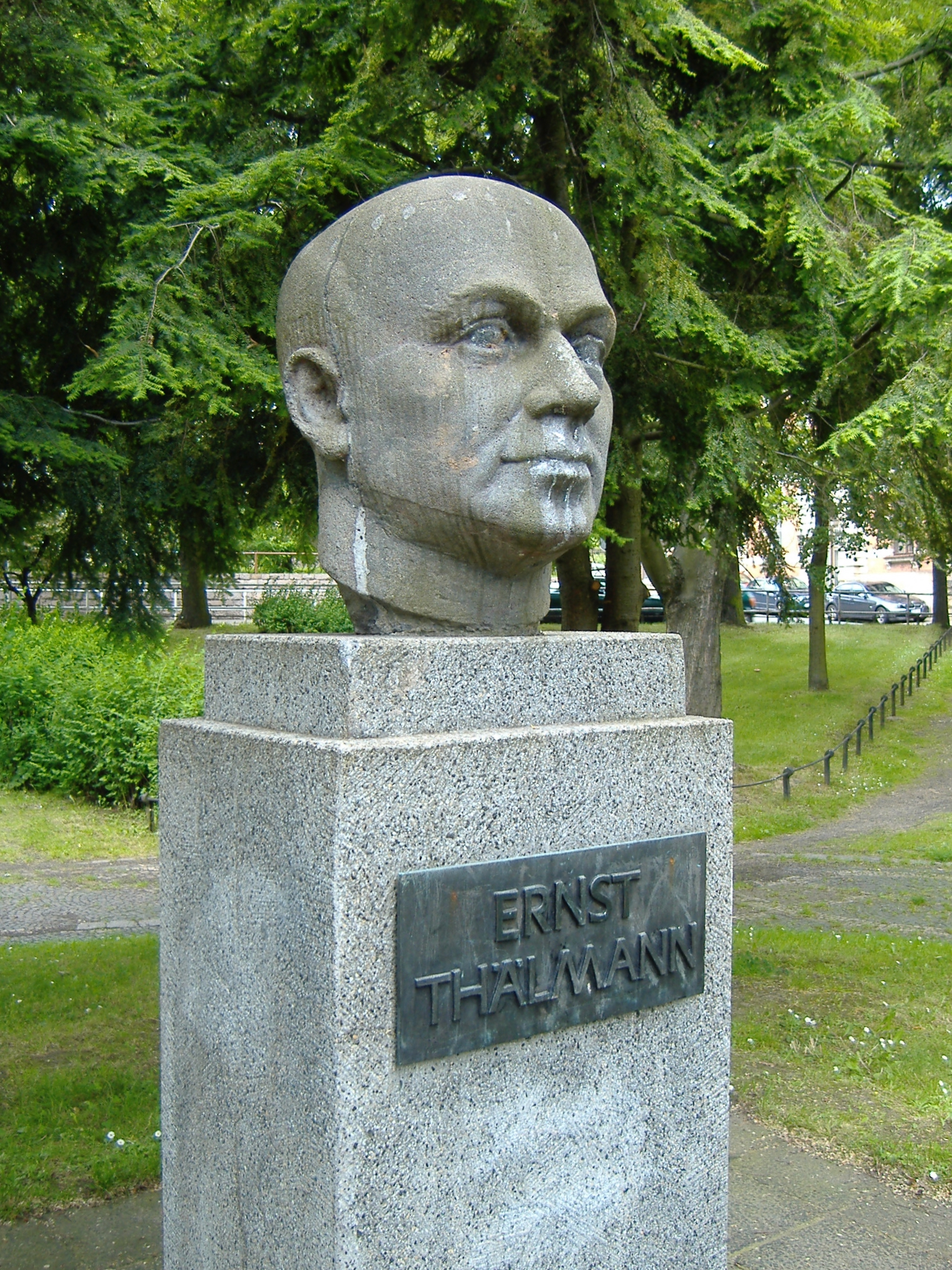
Monumento a Ernst Thälmann a Werdau (Germania)

Amburgo, città dove Thälmann nacque nel 1886 e in cui egli operò politicamente, oltre ad essere, agli inizi del Novecento, fra i più importanti poli economici tedeschi, è un centro con forti e radicate tradizioni di libertà politiche: vi era infatti stata pubblicata la prima edizione de Il Capitale di Karl Marx. Thälmann sostiene nella prima guerra mondiale la posizione di Karl Liebknecht e di Lenin sintetizzata nella frase «Il nemico è in casa propria», coerente col principio dell'internazionalismo proletario. Durante la guerra Thälmann combatté, arruolato a forza, sul fronte occidentale e prese parte a varie battaglie, tra cui quella della Somme nel 1916. Si arrese nell'ottobre del 1918.
Nella classe operaia spinta dalla vittoria dell'Ottobre Rosso sovietico si espande il movimento insurrezionale diretto dagli spartachisti, ancora all'interno del Partito socialdemocratico indipendente. L'ondata di protesta contro la guerra sale e si moltiplicano le insurrezioni, mentre gli operai iniziano massicci scioperi e i marinai si rifiutano di prendere le armi contro il Regno Unito per una guerra ormai persa.
Le manifestazioni di Kiel, indette dopo un eccidio di marinai ammutinati da parte di ufficiali, sfociano in una rivolta ricordata come “rivoluzione di novembre”. Contemporaneamente anche Berlino è in rivolta e ad Amburgo viene proclamato lo sciopero generale. Lo stato insurrezionale si estende a tutta la Germania determinando, qualche tempo più tardi, la caduta della monarchia del kaiser. Durante lo sciopero generale ad Amburgo Thälmann è ancora in trincea sul fronte occidentale, ma torna ad Amburgo a tappe forzate, abbandonando il suo posto di arruolamento, per organizzare, con i compagni, l'Associazione provvisoria dei Consiglio operaio-militare che reggerà le sorti delle correnti marxiste in città in quel periodo.
Nel primo dopoguerra la Germania, dopo aver pagato un tributo di diversi milioni di morti nel conflitto, ha un'economia che si dibatte in una crisi agricola e industriale di inaudite proporzioni: in tale situazione le spinte bolsceviche risorgono, ed Ernst Thälmann è uno dei principali animatori della lotta armata.
All'interno delle forze progressiste la Spartakusgruppe, che rappresenta la frazione comunista, è troppo debole come organizzazione, ed è legata ancora ad un partito incapace di raccogliere adesioni da strati proletari in fermento rivoluzionario. Molte sono le analogie con la situazione postbellica italiana, compresa quella di militari inizialmente avversi al movimento operaio ma che poi passano a fiancheggiarlo contro il nazionalsocialismo. L'unica differenza è di ordine cronologico: in Italia ciò avviene attorno al 1920, in Germania alle soglie degli anni trenta. Bisogna infatti tener conto che in questo paese il nazionalsocialismo emerge dopo la parentesi della Repubblica di Weimar).
Comunque i partiti socialdemocratici non sono in grado di convogliare la mobilitazione delle masse per una presa di potere, operazione che era riuscita invece ai bolscevichi. Vengono così eliminati i più importanti capi del movimento spartachista: Rosa Luxemburg e Karl Liebknecht.

## Le repubbliche dei Consigli di Brema e di Cuxhaven
Il governo ordina la distruzione militare delle repubbliche dei Consigli di Brema e di Cuxhaven. Gli operai di Brema chiedono aiuto a quelli di Amburgo e Thälmann, alla guida di una grossa formazione armata, si reca in soccorso dei compagni lavoratori di Brema senza neppur poter trasportare i suoi uomini fino alla città anseatica: i socialdemocratici locali, addetti all'organizzazione, rifiutano infatti di trasportare la colonna adducendo il pretesto che sarebbe stato un atto di “crumiraggio”.
I soccorritori, capitanati da Thälmann, raggiungono Brema in ritardo: gli organi di repressione dello stato sono già entrati in azione soffocando nel sangue la rivolta. Immediatamente dopo cade anche Cuxhaven. Thälmann esce dal Partito socialdemocratico indipendente ed aderisce nel 1920 al partito comunista. Gli operai hanno bisogno di un'avanguardia temprata come l'acciaio nel fuoco dell'esperienza rivoluzionaria: questa è la sua parola d'ordine.

## L'insurrezione di Amburgo e le elezioni presidenziali del 1932
Nel 1923 scoppia l'insurrezione ad Amburgo a cui partecipano 18.500 operai; i combattimenti durano tre giorni e chi dirige l'insurrezione è Thälmann, applicando tattiche di guerriglia con spostamento continuo del comando. Gli insorti resistono, anche se male armati, agli attacchi di polizia ed esercito per un paio di giorni. Nel 1925 viene nominato presidente del Comitato Centrale del KPD. In quello stesso anno è candidato alle elezioni presidenziali tedesche.
Nel maggio 1928 è alla testa di una colonna di 100.000 manifestanti, con la quale raggiunge Berlino dove tiene un discorso a Lustgarten con un pressante invito rivolto ai giovani sulla necessità dell'azione rivoluzionaria costruendo un fronte unito nelle fabbriche fra socialdemocratici e comunisti.
La situazione economica internazionale del periodo è caratterizzata dalla crisi del 1929, la più importante, fino a allora, di sovrapproduzione all'interno del sistema capitalistico. Questo determina una destabilizzazione nel mondo occidentale che si protrarrà per ben quattro anni prima di esaurirsi. Le nazioni maggiormente sviluppate sono le più colpite, ovvero Stati Uniti d'America, Regno Unito e Germania. Nella fattispecie della Germania si superano i 5 milioni di disoccupati. Parti significative delle élite dominanti, di fronte alla perdita di fiducia nel sistema, ricercano con maggiore coinvolgimento l'appoggio di partiti d'ispirazione fascista.
Nel contempo il KPD passa alla strategia del fronte unico coinvolgendo anche i contadini e raggiungendo i 4.590.000 voti nel 1930. In tale situazione le spaccature fra il KPD e i socialdemocratici diventano più profonde.
Nelle elezioni presidenziali del 1932 Hindenburg ottiene 19.300.000 voti, Hitler 13.400.000 e Thälmann 3.700.000.

## L'arresto e l'omicidio

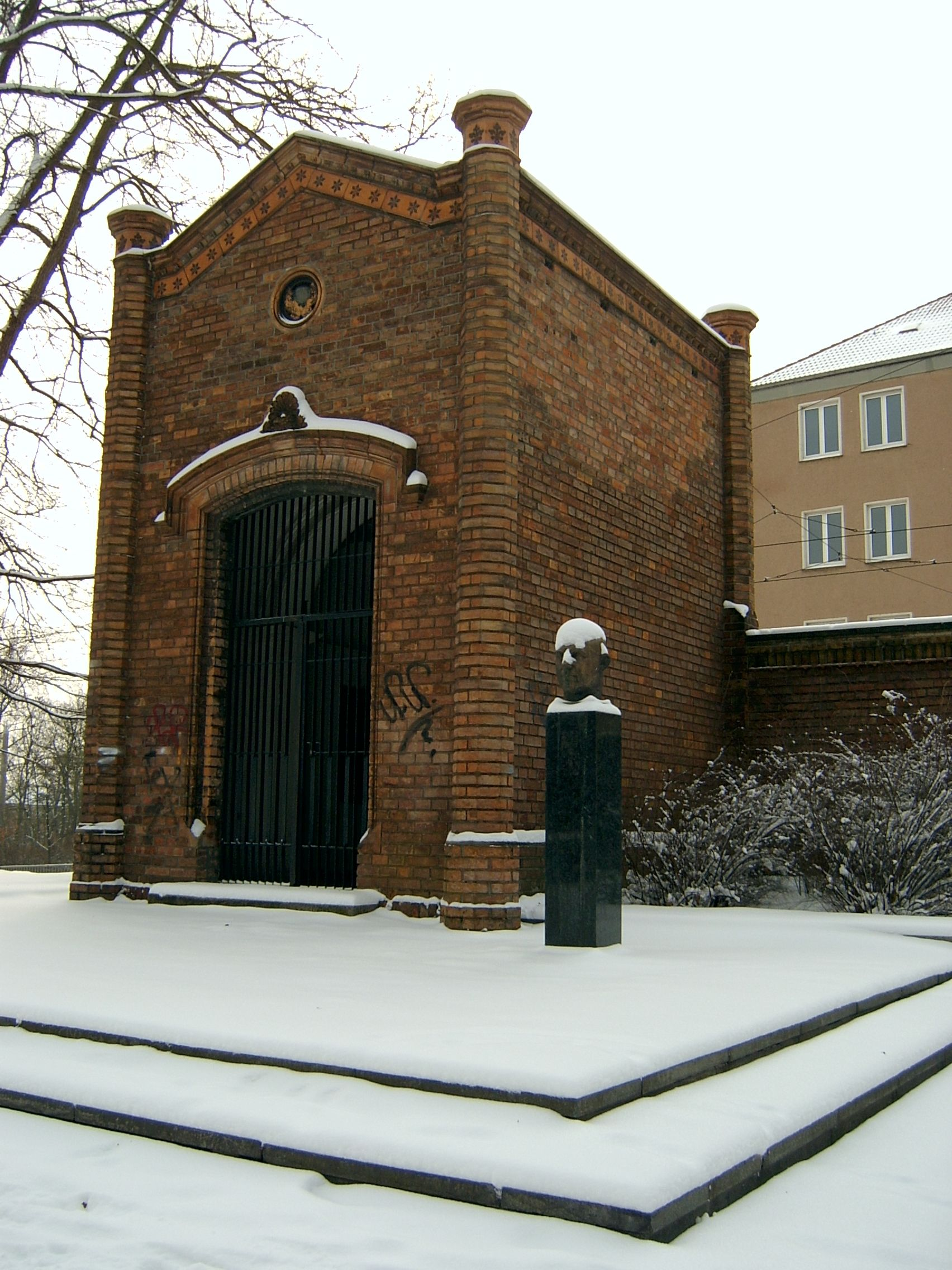
Memoriale a Thälmann (Francoforte sull'Oder)

Fino al 1933 la situazione politica in Germania è ancora incerta ma sezioni vaste della popolazione (industriali, imprenditori, impiegati, borghesi di estrazione medio-bassa, anche contadini e operai scettici del bolscevismo) decidono di affidarsi al movimento nazionalsocialista, per contro il partito comunista vede un calo del proprio sostegno rispetto agli anni venti, a causa dello spostamento di parte delle preferenze della classe operaie non solo per il NSDAP, ma anche per i partiti socialdemocratici.
In quegli anni ha luogo l'incendio del Reichstag, di cui viene incolpato l'attivista comunista Van der Lubbe, e la susseguente vittoria elettorale del nazionalsocialismo. In questa situazione i socialdemocratici non accettano la strategia del fronte unito con gli spartachisti, che si ritrovano ormai relegati ad un ruolo secondario nella vita politica tedesca. Alcuni mesi dopo la vittoria del NSDAP inizia la repressione contro i comunisti, i socialdemocratici, i cristiano-sociali, e le organizzazioni religiose, come i Testimoni di Geova.
Thälmann viene subito arrestato nel 1933 e portato nel campo di concentramento di Sonnenburg; quindi, dopo la presa di potere di Hitler, trascorre undici anni in varie prigioni, fra le quali quella di Moabit a Berlino, Hannover e Bautzen. Viene posto in segregazione: il tormento tuttavia non piega le sue convinzioni politiche, come si evince dalle lettere alla moglie Rosa, sposata nel 1915, alla figlia Irma, ed agli amici. A Rosa scrive il 24 aprile 1933: “Un uomo che ha il senso della dignità non rinuncia alle sue azioni. Ci si può accanire, è vero, nel braccare il bene e la verità, ma una volta ch'essi hanno messo radice è impossibile soffocarli per molto tempo.... come fanno molte altre donne, obbligate a vivere in tempi così difficili, lontane da coloro che amano”.
A un compagno di prigione Thälmann fa una lucida analisi della situazione del KPD e degli errori commessi: "Un uomo politico deve essere giudicato non soltanto in base a quello che ha fatto, ma anche a quello che voleva fare. Chi vuole dirigere il corso della storia, aprire nuove strade alla sua epoca, condurre il suo popolo verso un avvenire migliore, chi si sente una vocazione del genere e si pone per obiettivo quello di accendere i cuori degli altri con la sua fiamma interiore, costui getta una sfida al mondo dell'incomprensione, della negazione, al mondo ostile. Solo la lotta infatti ha un senso nella vita!”.
Il nazionalsocialismo non inscena contro Thälmann un processo propagandistico come quello contro Georgi Dimitrov, in quanto già il fallimento di quest'ultimo ha dato risultati negativi tra l'opinione pubblica per il nuovo governo.
Ci sono sparute manifestazioni per la liberazione di Thälmann, ma non sortiscono effetto alcuno; questi verrà fucilato dagli uomini delle SS, nel 1944, nel campo di concentramento di Buchenwald, in gran segreto, quando ormai è evidente la fine del nazismo.
Al termine della guerra, la moglie e la figlia cercheranno a più riprese di organizzare un processo contro gli assassini di Thälmann, ma la giustizia della Repubblica Federale Tedesca, pur avendo tutte le prove necessarie, ha, per lunghissimo tempo, rifiutato di collaborare.

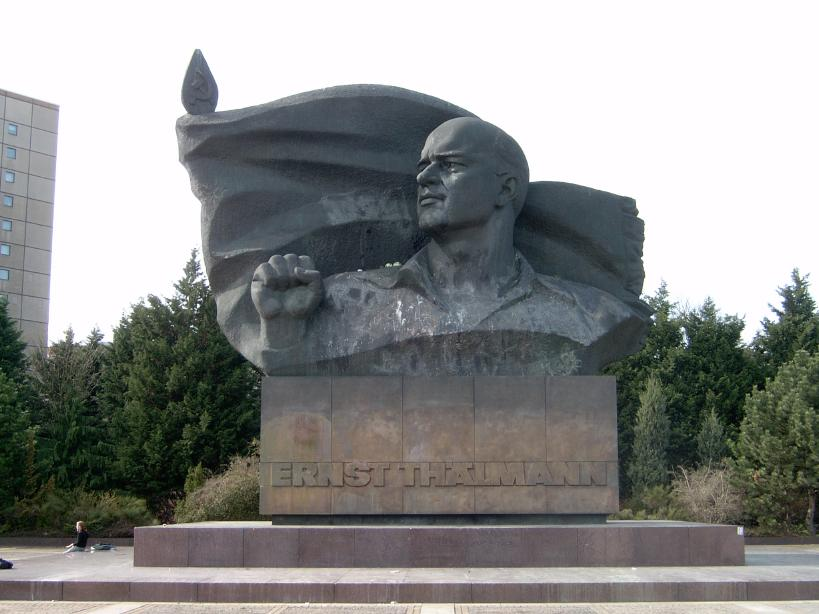
Il monumento a Ernst Thälmann nell'omonimo parco di Berlino

A Krefeld, nel 1985, dopo ben 41 anni, inizia il processo contro Wolfgang Otto, l'unico ancora vivo del gruppo che uccise Thälmann. È dichiarato colpevole e condannato a quattro anni di carcere, pena minima, ma indicativa del fatto che la mancata assoluzione, come avviene spesso quando sono giudicati dei criminali di guerra, è dovuta alla forte pressione dell'opinione pubblica e al ricordo di Ernst Thälmann.
Una corte statunitense aveva già condannato a vent'anni Wolfgang Otto per crimini di guerra perpetrati nel lager di Buchenwald. Ne aveva scontati solo quattro e, liberato nel 1952, graziato, aveva ricevuto un indennizzo per danni e andò regolarmente in pensione in qualità di insegnante.
Thälmann riposa nel cimitero centrale di Friedrichsfelde, a Berlino.

## Eredità
Berlino Est ha dedicato un parco a Thälmann; nella guerra di Spagna 5.000 tedeschi accorsero in Spagna in difesa della Repubblica contro il colpo di stato del generale Franco: il battaglione Thälmann, che prese il nome appunto da Ernst Thälmann, ed il battaglione André (un belga iscritto al partito comunista tedesco e condannato a morte da un tribunale nazista). Più di duemila tedeschi morirono combattendo per la causa anti-franchista. La canzone del battaglione fu scritta da Ludwig Renn. Il battaglione fu circondato e praticamente distrutto dai franchisti, in numero e mezzi preponderanti, durante la difesa dell'Escorial. Allo scrittore antifascista è stato dedicato un cippo.
Alla guerra di Spagna risultano aver partecipato circa 7.500 miliziani repubblicani di origine tedesca.
In suo ricordo è stata rinominata in "Isola Ernst Thälmann" l'isola cubana di Cayo Blanco del Sur. Il nome venne cambiato nel 1972 a seguito di una visita di Fidel Castro ad Erich Honecker, presidente della Repubblica Democratica Tedesca. Sull'isola venne eretto un busto di Ernst Thälmann.

### Filmografia
- Ernst Thälmann – Sohn seiner Klasse (Ernst Thälmann - figlio della sua classe), (1953/54)
- Ernst Thälmann – Führer seiner Klasse (Ernst Thälmann - leader della sua classe), (1954/55)